# M高史
Ｍ 高史（えむ たかし、1984年9月28日 - ）は、日本のものまね芸人。プロランナー川内優輝選手のモノマネを得意とする。クロスブレイス所属。

## 来歴
東京都杉並区出身。世田谷学園中学校・高等学校、駒澤大学文学部社会学科社会福祉学専攻卒業。大学では陸上競技部に所属し、2年生からマネージャー、3年生より駅伝主務を務めた。大学卒業後は障害者支援施設で生活支援員として約5年勤務。2011年12月、ものまね芸人に転身。公務員ランナー川内優輝のものまねは2013年から始める。
東京マラソン財団スポーツレガシー事業チャリティ・アンバサダー（2017・2018）、東京マラソン・ウィーク宣伝部長（2015・2016・2017）、ジャパン駅伝ツアーPRアンバサダーを務める。2017年9月、結婚。
ものまねレパートリーは、川内優輝、稲葉浩志（B'z）、平井堅、福山雅治、hyde（L'Arc〜en〜Ciel）、槇原敬之、木山裕策、Toshl（X JAPAN）、 桑田佳祐など。その他、ものまね体操、ジャパササイズなど。
顔が似ていると言われて川内優輝のモノマネを始めたが、偶然にも背丈が同じ（172cm）。さらに長距離ランナーで体型もそっくり。。
2018年の箱根駅伝で給水係として出走。学生時代はマネージャーとして運営管理車（監督が乗り、選手の後ろを走る車）に乗車したが出走はしていない。コースを走る給水を担当し「出走」の夢を叶えた。
2021年5月16日、熊谷スポーツ文化公園陸上競技場で開催された第63回東日本実業団陸上競技選手権大会のシニア男子1500mに実業団登録された所属事務所クロスブレイスから登録名M高史としてエントリーし、4分33秒23で10位に入った。

## 人物
取得資格は、教員免許（中学社会・高校公民）、社会福祉主事、障がい者スポーツ指導員、介護予防指導員、認知症予防脳トレ士、幼児リトミック講師、かけっこアドバイザー、トークコーディネーター3級、メンタルトレーナー3級、中国語検定準4級、普通救命講習など。
「NPO法人アトリエ言の葉」理事長。

## 出演歴

### テレビ
- 海外TV
  - スペイン Movie Star 『Maraton Man』
- 国内TV
  - TBS『ひるおび』
  - フジテレビ『すぽると！』
  - NHK BS1『ラン×スマ』～街の風になれ～
  - 関西テレビ『関西スポーツ大感謝祭2013』
  - 福島テレビ『FTVスーパーニュース』

### ラジオ
- TBSラジオ『爆笑問題の日曜サンデー』
- TOKYO FM『アポロン』[21][22]
- TOKYO FM『JOGLIS』
- 文化放送『千葉真子BEST SMILEランニングクラブ』[23]
- FM FUJI『ニホンのナカミ』
- Rakuten.FM『あいかわい翔のそーいや最近！』
- FM白石 『尻ミッターフジオのラジプリ』
- FMやまと『お笑い！ヤナトナデシコ』
- JFN 『Day by Day』[24]

### 新聞
- 「安心～優しい目線で～/かすみがうらマラソン　盲人ランナー支援「バンク」が伴走者紹介/茨城」毎日新聞 2018年4月13日[25]

### 講演
- 第19回陸上競技合同研修会「陸上を愛する会2018〜全中陸上・全中駅伝を目指して！」2018.2.18[26]

### マラソン大会
ゲスト出演し、MC、体操、RUN、ものまねライブ、スターター、表彰プレゼンター、トークショーなど過去200大会以上で務める
- 「下関海響マラソン　ゲストランナー6人決定」山口新聞 2018年4月13日[43]
- 「ゲストに五輪選手土佐さんら　さが桜マラソン2019」佐賀新聞 2018年4月13日[44]
- 「銚子さんまマラソン 2018.11」[45]
- 「第35回サザン・セト大島ロードレース大会は無事終了 2019」[46]